# Stifado
Stifado er en græsk gryderet bestående af okse- eller lammekød i tern og løg.